# Indonesische Badmintonmeisterschaft 1959
Die Indonesische Badmintonmeisterschaft 1959 fand in Malang statt. Es war die siebente Austragung der nationalen Meisterschaften von Indonesien im Badminton.

## Titelträger
| Disziplin    | Sieger                       |
| ------------ | ---------------------------- |
| Herreneinzel | Lie Poo Djian                |
| Dameneinzel  | Minarni                      |
| Herrendoppel | Tan King Gwan Njoo Kiem Bie  |
| Damendoppel  | Oei Lin Nio Rosnida Nasution |
| Mixed        | Z. Abidin Corry Kawilarang   |